# Gabrielle Pilote Fortin
Gabrielle Pilote Fortin (født 26. april 1993 i Neuville, Québec) er en forhenværende professionel cykelrytter fra Canada, der senest kørte for Cofidis.

## Karriere
Pilote Fortin blev i 2015 canadisk U/23-mester i linjeløb, og skrev i 2016 kontrakt med Cervélo–Bigla Pro Cycling. I 2017 havde hun et alvorligt styrt ved Classique Pajot Hills, og fik brud i ansigtet og kraftig hjernerystelse. I 2018 og 2019 kørte hun for tyske WNT–Rotor Pro Cycling, inden hun i 2020 skiftede til spanske Massi Tactic. Efter to år på det spanske hold, skiftede Fortin fra starten af 2022 til det nyetablerede franske kontinentalhold Cofidis.

## Privat
Hendes tvillingesøster Hélène Pilote Fortin har også været cykelrytter.
Gabrielle Pilote Fortin er bosat i Andorra, og har siden 2019 været kæreste med den danske cykelrytter Kasper Asgreen. Parret blev i februar 2024 gift på Frederiksberg Rådhus af Asgreens tidligere sportsdirektør Brian Holm.